# Окаменелый лес (фильм)
«Окамене́лый лес» (англ. The Petrified Forest) — американский драматический художественный фильм 1936 года, кинематографическая адаптация одноимённой пьесы Роберта Э. Шервуда. Режиссёр — Арчи Майо. Авторы сценария — Делмер Дэйвс и Чарлз Кеньон. В ключевых ролях — Лесли Ховард, Бетт Дейвис и Хамфри Богарт в своей первой крупной роли в карьере. Картина явилась предтечей фильмов в жанре нуар.

## Сюжет
Алан Сквайер, молодой писатель и интеллектуал, превратившийся по воле судьбы в неимущего бродягу, оказывается в придорожном кафе на краю пустыни где-то в Петрифайд-Форест на севере Аризоны. В кафе он знакомится с девушкой по имени Габриелль, дочерью хозяина кафе Джейсона Мэйпла. Алан рассказывает ей о своей жизни в Европе, беседует о стихах, и мало-помалу девушка влюбляется в него.
Габриелль, в свою очередь, рассказывает Алану, что её мать — француженка, некогда влюбившаяся в американского солдата, коим во время войны был Джейсон, позже, разочаровавшись в муже и аризонской жизни, оставила девочку и вернулась во Францию. И Габриелль мечтает однажды уехать в Бурж и стать художницей, но понимает, что это лишь мечты.
Боз Херцлингер, влюблённый в Габриелль, начинает ревновать девушку к Алану, но тот обещает вскоре уехать. Проезжая богатая пара, мистер и миссис Чизхолм, соглашаются его подвезти. Они отправляются в путь, однако по дороге их останавливает Дюк Манти, известный бандит, пытающийся скрыться от полицейского преследования. Манти со своей бандой отбирают машину. Проезжая кафе Мэйплов, Дюк решает остановиться в нём, чтобы дождаться подруги, которая вместе с оставшимися членами банды движется в сторону границы на другом автомобиле. Алан, а чуть позже и Чизхолмы, брошенные в пустыне, возвращаются в кафе и оказываются на прицеле у сообщников Дюка.
Однако Манти не собирается никого убивать понапрасну, и постепенно разговор в кафе переходит к теме любви. Габриелль признаётся Алану, что влюблена в него, но Алан, считая свою жизнь никчемной, не отвечает взаимностью. Когда же Габриелль покидает комнату, Алану приходит на ум странная идея: он достаёт полис о страховании его жизни и вписывает в него Габриелль, делая её бенефициаром. Затем он обращается к гангстеру с просьбой убить его, чтобы на деньги, полученные от страховки, Габриелль могла начать новую жизнь во Франции. Манти не имеет ничего против.
Когда шериф и его люди окружают кафе, завязывается перестрелка. Осознав, что отбиться от полиции не удастся, Манти выводит заложников, чтобы организовать «живой щит». Понимая, что Дюк не собирается сдержать обещание, Алан преграждает ему выход. Выбора нет, и Дюк Манти, со словами «Прощай, приятель. Скоро увидимся», стреляет в Алана и покидает кафе. Алан умирает на руках Габриелль, сознавая, что теперь она сможет оставить свою безысходную жизнь и отправиться навстречу мечте.

## В ролях
| Актёр           | Роль                              |
| --------------- | --------------------------------- |
| Лесли Ховард    | Алан Сквайер (Alan Squier)        |
| Бетт Дейвис     | Габриелль Мэйпл (Gabrielle Maple) |
| Хамфри Богарт   | Дюк Манти (Duke Mantee)           |
| Дик Форан       | Боз Херцлингер (Boze Hertzlinger) |
| Джо Сойер       | Джекки (Jackie)                   |
| Чарли Грейпвин  | Дедуля Мэйпл (Gramp Maple)        |
| Женевьева Тобин | миссис Чизхолм (Mrs. Chisholm)    |
| Пол Харви       | мистер Чизхолм (Mr. Chisholm)     |
| Портер Холл     | Джейсон Мэйпл (Jason Maple)       |